# Mảnh đất lắm người nhiều ma
Mảnh đất lắm người nhiều ma là một cuốn tiểu thuyết tâm lý xã hội của nhà văn Nguyễn Khắc Trường, ra đời năm 1990. Tác phẩm được coi là một trong những tác phẩm xuất sắc nhất của Nguyễn Khắc Trường viết về nông thôn Việt Nam.

## Nhân vật

### Họ Trịnh
- Trịnh Bá Hàm: Là trưởng họ Trịnh, làm nghề thợ mộc. Ông Hàm bị thọt chân từ nhỏ nên còn bị gọi là Hàm thọt. Khi còn trai trẻ, ông Hàm yêu bà Son và lấy được bà Son nhờ việc gia đình bà Son ép gả cho ông Hàm, trong khi bà Son lại yêu Phúc. Đây là một nguyên nhân chính dẫn đến thù hận của Hàm và Phúc. Khi chứng kiến một loạt sự kiện cáo ở ủy ban nhằm vào em mình (là Trịnh Bá Thủ), ông Hàm cho rằng đây là từ phía họ Vũ nên đã âm mưu cùng hai cháu là Ưởng và Ngạc đào mộ cụ cố Đại, bố ông Phúc mới chết để yểm bùa ám hại họ Vũ. Sự việc không thành, ông bị bắt và phải nhờ đến bà Son làm theo mưu của Thủ lừa ông Phúc rút đơn tố cáo ông Hàm mới thoát khỏi cảnh tù tội. Ông Hàm là điển hình của mẫu đàn ông gia trưởng, phong kiến, trong gia đình ông, chỉ có đàn ông được ngồi trên nhà ăn cơm, còn con gái phải ngồi dưới bếp. Ông Hàm còn là người được mô tả dù yếu đuối bệnh hoạn nhưng lại có khả năng sinh lý rất mạnh.
- Trịnh Bá Thủ: là em trai của Hàm, con thứ trong họ Trịnh. Trịnh Bá Thủ là bí thư Đảng bộ xã, cũng là người theo nề nếp gia trưởng. Ông Thủ là người ngoài mặt nhẹ nhàng, ngọt ngào, nhưng bên trong lại rất nhiều âm mưu, và các tình tiết chính của câu chuyện có liên quan đến các âm mưu của Thủ trong việc tranh giành quyền lực chính trị, đấu đá trong làng.
- Bà Son: Nạn nhân chính trong câu chuyện, bị lợi dụng bởi 2 thế lực. Bà Son là một người phụ nữ đẹp nổi tiếng. Thời trẻ, bà đã yêu Phúc dù lúc đó ông Phúc đã có vợ, và dâng hiến đời con gái cho Phúc. Khi bố mẹ ép gả cho Hàm, bà muốn cùng Phúc trốn đi, nhưng Phúc đã hèn nhát bỏ rơi bà, và bà Son buộc phải lấy Hàm. Sau khi Hàm biết bà đã không còn trong trắng, bà Son đã phải trở thành cái bóng trong nhà ông Hàm để đổi lấy việc ông Hàm bỏ qua. Khi ông Hàm bị bắt vì đào mộ, bà đã cầu xin Phúc bỏ qua, và sau đó lại bị vướng vào kịch bản đấu đá của anh em họ Trịnh. Chịu không nổi sức ép của họ Trịnh làm việc ác và bị làm nhục bởi chú cháu Thủ-Cao, bà đã tự vẫn trên dòng sông, và được chính ông Phúc vớt xác trên chiếc nón trắng huyền thoại tình yêu của bà, như lời nguyện ước khi còn trẻ.
- Đào: con gái của ông Hàm, người yêu của Tùng. Đào là người quyết liệt, thẳng thắng, mạnh mẽ giống ông Hàm. Đào đã từng thù hận Tùng khi cha mình bị bắt, mẹ mất, và cuối cùng chỉ hòa giải nhờ sự trợ giúp của Minh.
- Ngoài ra họ Trịnh còn có các nhân vật phụ như Hoa (em gái Đào), Dương (con trai cả ông Hàm), Luyến (vợ Thủ), Long (em Hàm)...

### Họ Vũ
- Vũ Đình Phúc: Là trưởng họ Vũ Đình, con của cụ Vũ Đình Đại. Vũ Đình Phúc khi còn trẻ tham gia du kích, sau đó để leo lên hàng ngũ lãnh đạo đã bám theo đội trưởng cải cách ruộng đất, tham gia đấu tố kể tội cha đẻ cùng các em mình, gây ra nỗi uất hận trong lòng ông Đại. Khi còn trẻ, Phúc yêu bà Son, ăn nằm với bà Son, nhưng lại hèn nhát bỏ rơi bà Son với lý do đã có vợ. Mối tình này đã gây ra sự thù hằn của ông Hàm. Ở thời điểm hiện tại của câu chuyện, Phúc phải thôi chức chủ nhiệm hợp tác xã, nhưng luôn đứng trong bóng tối kiện cáo họ Trịnh, gây ra những rối loạn trong làng xã.
- Anh em ông Phúc: Sang (chị gái cả, mẹ Tùng), Quý, Lộc (em trai Phúc), Tài (em gái út Phúc) cùng các anh em rể của Phúc.

## Nhân vật khác
- Tùng: Cũng là nhân vật chính của tiểu thuyết, là cháu gọi Vũ Đình Phúc bằng cậu ruột (mẹ Tùng, bà Sang là chị ruột của Phúc. Trong phim Đất và Người, Tùng là cháu ruột của Vũ Đình Phúc, trưởng họ Vũ Đình). Tùng là bộ đội phục viên, là Đảng viên trẻ nhiệt huyết. Tùng yêu Đào, và vô tinh đẩy mối thù hằn hai dòng họ Vũ - Trịnh lên đỉnh điểm khi tìm cách ngăn cản ông Hàm đào mộ ông ngoại mình bằng cách báo cho Phúc. Tùng cùng ông Chỉnh đã tìm cách vạch mặt những người gây mất đoàn kết, tìm cách phá bỏ những bè phái, xung đột họ tộc trong chính quyền xã, và đã trở thành những kẻ đối nghịch với cả hai họ kia.
- Chỉnh: là trung tá quân đội về hưu, là bạn chiến đấu của bố Tùng. Ông Chỉnh là người gần gũi nhất với Tùng, và được mọi người kính trọng vì phẩm chất người lính.
- Bà Cả: chị gái ruột bà Son.
- Ông Khừu: chồng bà Cả.
- Quềnh: Vốn tên thật là Quỳnh, một người có trí óc khờ dại, thật thà, tốt bụng, nhưng nghiện rượu. Quềnh được gán huyền thoại về ma nhập, ma trêu và mất trí vì ma làm. Quềnh chết vì vỡ dạ dày do làm việc quá sức sau khi được ăn no. Đám tang của Quềnh là một sự bi thương khi người em ruột của Quềnh là Quàng chỉ đem chiếc chiếu bó lại, chôn vội vàng, sau đó phải moi lên chôn lại do sự kiện cáo.
- Quàng: tên thật là Đào Văn Quang, em ruột của Quềnh. Quàng lợi dụng anh trai mình khờ khạo, chiếm đoạt toàn bộ gia tài, đẩy anh mình đến chỗ sống ngoài đồng. Dù có cuộc sống khá giả nhờ ăn lạm công quỹ chính quyền, Quàng lại keo kiệt, an táng anh mình chỉ bằng một chiếc chiếu manh.
- Thống Biệu: được gọi là "cô" Thống Biệu. Là nhân vật thầy cúng cao niên nhất của làng, người nắm phần Âm của làng, nhân vật như để hình tượng hóa cho hình ảnh "ma" trong câu truyện.
- Sửu: là chủ tịch xã, không phải dân gốc Giếng Chùa, được dựng lên nhờ sự trợ giúp của Thủ. Dù đứng theo phe phái của Thủ nhưng Sửu vẫn lợi dụng cách cơ hội để lật đổ Thủ và thay thế Thủ.
- Cao: là phó trưởng công an xã, cháu ruột của vợ Thủ, tay sai đắc lực của Thủ. Cao là kẻ xốc nổi, được gọi là "trâu luộc cả con".
- Gái: là một nhân vật khá đặc biệt. Một người phụ nữ đau khổ vì con chết, sống nhờ trong căn lều của lão quyềnh, sau đó được thuê về giúp việc cho nhà ông Hàm. Sau khi bà Son chết, Gái đã giả nhập hồn, sau đó lại quyến rũ để bám chặt ông Hàm, tìm cách trở thành "bà chủ" mới của nhà ông Hàm. Ở cuối tiểu thuyết, Gái còn làm cô đồng thay thế Thống Biệu khi Thống Biệu giải phóng bàn thờ để chuẩn bị cho cái chết của mình.
- Minh: là bạn thân của Tùng và Đào, xuất hiện rất ngắn ở cuối tiểu thuyết. Cô yêu Tùng, nhưng lại giúp cho hai người hòa giải. Trong một giây phút yêu đương bất chợt, suýt nữa Minh đã dâng hiến cho Tùng nhưng cô đã kịp ngừng lại.
- Tám lé, Xuân Tươi, ông Quản Ngư, bà Đồ Ngật, anh em Hiển-Vinh, Thó...

## Vinh danh
- Giải thưởng của Hội Nhà văn Việt Nam (1991)[2]

## Chuyển thể
- Đất và người (phim truyền hình, 2002)[3]